# Open hatch bulk carrier
Een open hatch bulk carrier, vaak ook OHBC of conbulker genoemd, is een type vrachtschip met directe toegang tot het laadruim door middel van luiken die de volledige breedte van het schip betrekken. Daardoor kunnen grote vrachteenheden neergelaten worden op de correcte plaats.
Als het mogelijk is, worden de laadruimen of de luiken ontworpen om rond standaardafmetingen van vrachteenheden te passen. Soms wordt er een portaalkraan geïnstalleerd. Er wordt extra aandacht gegeven aan materiaal om de vracht te verladen. Deze conbulkers zijn zeer duur omdat er extra staal nodig is om de luiken te verbreden. Dit is cruciaal om in de sterkte te voorzien. De open luiken zijn handig voor houtproducten zoals pre-slung timber (samengebonden timmerhout) en houtblokken. De zware eenheden zijn gemakkelijker te vervoeren dan in een conventionele bulkcarrier. De eerste open hatch bulk carrier werd gebouwd in 1962, voor het gebruik van papierhandel.

## Bron
- STOPFORD M., Maritime economics, 3rd edition, 2009.